# Southern rock
Southern rock é um subgênero do rock. Desenvolveu-se na Região Sul dos Estados Unidos, a partir de influências básicas do rock, blues e country music, e baseia-se geralmente na guitarra elétrica e vocais.

## Anos 50 e 60 - Origens
As origens do rock and roll se encontram principalmente na música de sulistas, e muitas estrelas da primeira geração do rock and roll, como Bo Diddley, Elvis Presley, Little Richard, Buddy Holly e Jerry Lee Lewis.
No entanto, a Invasão Britânica e a ascensão do folk rock e do rock psicodélico, em meados da década de 1960, mudou o foco do rock para longe do sul rural e para grandes cidades como Liverpool, Londres, Los Angeles, Nova York e São Francisco.
No final dos anos 1960, o gênero começou a surgir com os primeiros álbuns do Creedence Clearwater Revival e The Band. Ainda no final da década, em 1969, os The Allman Brothers Band, uma das principais e mais importantes bandas do gênero, lançou seu primeiro álbum, The Allman Brothers Band, que começou a se popularizar com a música Whipping Post.

## Anos 70 e começo dos anos 80
Em 1970, os The Allman Brothers Band lançam o álbum Idlewild South, contendo um dos maiores clássicos do gênero southern rock, Midnight Rider. No ano seguinte, em 1971, eles lançam o álbum At Fillmore East, considerado um dos melhores álbuns ao vivo, e também o que transformou Duane Allman em um dos maiores guitarristas da história, porém, alguns meses depois de o álbum ser lançado, Duane morreu em um acidente de moto.
Porém,o maior expoente do gênero só teria sua "explosão" para o mundo no início dos anos 70. O Lynyrd Skynyrd, que se tornou muito popular nos EUA principalmente pelas músicas Free Bird, de 1973, e Sweet Home Alabama, de 1974. Se os Allman Brothers inovaram ao ter 2 bateristas,os Skynyrd foram além,com a clássica formação com 3 guitarristas. A banda lançou seu último álbum com a formação original em 1977, três dias antes do vocalista Ronnie Van Zant e os membros Steve Gaines e Cassie Gaines morrerem em um acidente de avião. Lynyrd Skynyrd,além de ser sem dúvidas a maior banda do gênero,também é detentora de alguns dos maiores hinos. Ronnie Van Zant é sem dúvidas um dos maiores vocalistas de Southern Rock,ao lado de Gregg Allman e John Fogerty.
Várias outras bandas ganharam destaque nos anos 70 até o começo dos anos 80, como, por exemplo: The Marshall Tucker Band, ZZ Top, 38 Special, Blackfoot, Molly Hatchet, The Charlie Daniels Band etc.

## Anos 90 e 2000
Houve também influência do gênero em várias bandas e músicos (muitos até de outros gêneros do rock) dos anos 90 e 2000, como, por exemplo: The Black Crowes, Drive-By Truckers, Kid Rock, Kings of Leon, Band of Horses, Alabama Thunderpussy, Alabama Shakes, Blackberry Smoke, Zac Brown Band etc.

## Bandas de southern rock
- The Allman Brothers Band
- Lynyrd Skynyrd
- Creedence Clearwater Revival
- The Marshall Tucker Band
- ZZ Top
- The Charlie Daniels Band
- 38 Special
- The Kentucky Headhunters
- Barefoot Jerry
- Atlanta Rhythm Section
- Blackfoot
- Molly Hatchet
- The Outlaws
- The Georgia Satellites
- Blackberry Smoke